# Ommatophoca rossii
La foca de Ross (Ommatophoca rossii) es una especie de mamífero pinnípedo de la familia de los fócidos, único representante del género Ommatophoca. Recibe su nombre en honor a James Clark Ross.

## Descripción
Las focas de Ross son pequeñas en relación con otras focas antárticas, alcanzando una longitud de entre 2 y 3 m de largo y un peso de 200 a 300 kg, siendo las hembras un poco más grandes que los machos. Su pelaje es de color marrón oscuro en la zona dorsal y blanco grisáceo en la ventral. Poseen en la garganta rayas verticales grisáceas. Suelen vivir entre 8 y 16 años.
A corta distancia, las focas de Ross pueden ser fácilmente identificadas por sus grandes ojos, que son hasta 7 cm de diámetro. La Foca de Ross es natural del hemisferio Sur. Su distribución comprende las costas de Antártica. La época de apareamiento se produce en la primavera austral, y la del parto ocurre entre los meses de mayo y junio, tiempo en el cual las madres dan a luz por lo general a una sola cría; luego de una gestación de unos 60 días.
La alimentación consiste de peces, kril y calamares. En busca de sustento logra profundidades de 750 metros y permanece bajo la superficie por 30 minutos.

## Hábitat
La población de focas de Ross, la cual se estima en alrededor de 200 000 individuos, se distribuye a lo largo de toda la costa del continente antártico y los mares circundantes, siendo vistos comúnmente sobre bloques de hielo flotantes. Adicionalmente, en ocasiones puede vérselos un poco más al norte de su zona habitual.